# ليوبولد كونيغ
ليوبولد كونيغ (بالتشيكية: Leopold König)‏ ولد بتاريخ 15 نوفمبر 1987 في تشيكوسلوفاكيا، هو دراج تشيكي في صنف سباق الدراجات على الطريق.

## سجل النتائج

### سباقات أو مراحل فاز بها
- طواف إسبانيا

### المراكز
- حقق المركز الـ 3 في طواف يوتا 2012
- حقق المركز الـ 9 في طواف إسبانيا 2013
- حقق المركز الـ 7 في سباق طواف فرنسا 2014
- حقق المركز الـ 3 في جيرو ديل ترينتينو 2015
- حقق المركز الـ 6 في طواف إيطاليا 2015
- حقق المركز الـ 8 في طواف أبو ظبي 2015

## روابط خارجية
- ليوبولد كونيغ على موقع الاتحاد الدولي للدراجات (الإنجليزية)
- ليوبولد كونيغ على موقع أرشيف الدراجات (الإنجليزية)
- ليوبولد كونيغ على موقع إحصائيات الدراجات الإحترافية (الإنجليزية)
- ليوبولد كونيغ على موقع نسبة الدراجات (الإنجليزية)
- ليوبولد كونيغ على موقع CycleBase (الإنجليزية)
- ليوبولد كونيغ على موقع أوليمبيديا (الإنجليزية)
- ليوبولد كونيغ على موقع اللجنة الأولمبية التشيكية (التشيكية)